# Messatoporus apertus
Messatoporus apertus là một loài tò vò trong họ Ichneumonidae.